# ASEAG 7103–7113
Die Straßenbahnwagen mit den Nummern ASEAG 7103–7113 waren Gelenkwagen der ASEAG, des Betreibers der Straßenbahn Aachen. Sie wurden 1958 und 1959 von der Waggonfabrik Rastatt aus Verbandswagen umgebaut, die 1951 vom ortsansässigen Hersteller Talbot an die ASEAG geliefert worden waren. In Aachen wurden sie bis 1973 eingesetzt und anschließend an die Straßenbahn Augsburg verkauft, wo sie aber schon 1976 ausgemustert wurden.

## Geschichte

### Aachen
Das Netz der ASEAG war hinsichtlich der Streckenlänge Anfang der 1950er Jahre eines der größten deutschen Straßenbahnnetze. Ein Großteil der Strecken bestand allerdings aus eingleisigen Überlandstrecken, die am Fahrbahnrand oder auf eigenem Bahnkörper das Aachener Revier und die Gemeinden der Voreifel erschlossen, meist lediglich im Halbstunden- oder Stundentakt bedient. Lediglich in Aachen selbst bediente die ASEAG im dichten Takt ein weitgehend zweigleisig ausgebautes Stadtnetz. Die Stadt Aachen verfolgte ab 1955 dem damaligen Trend der Verkehrsplanung folgend den Umbau zur autogerechten Stadt. Vom umfangreichen Straßenbahnnetz sollte nach damaligen Planungen lediglich ein Rumpfnetz aus drei Linien erhalten bleiben. Es war auch absehbar, dass die Einstellung der übrigen Strecken noch einige Jahre dauern würde. Daher war eine teilweise Erneuerung des überalterten Wagenparks trotz der Einstellungsplanungen erforderlich. Insbesondere war ein Ersatz der älteren Fahrzeuge ohne Magnetschienenbremsen und mit Holzkasten nötig, da solche Fahrzeuge nach der neuen, ab 1960 gültigen BOStrab nicht mehr eingesetzt werden durften.
Zu den zunächst zu erhaltenden Linien zählte die Linie 12 zwischen Eilendorf und der deutschen Grenze zu den Niederlanden bei Vaals. Auf dieser aufgrund der günstigen Einkaufsmöglichkeiten in Vaals rege frequentierten und im Aachener Volksmund als „Buttertram“ bezeichneten Linie hatte es durch sinkende Butterpreise in den Niederlanden Ende der 1950er Jahre spürbare Nachfragesteigerungen gegeben. Die 1956 und 1957 beschafften Talbot-Großraumwagen ASEAG 1001–1011 wurden für die Linien des Brander Netzes benötigt. Für weitere neue Fahrzeuge fehlten der ASEAG ausreichende finanzielle Mittel. Sie ließ daher elf 1951 bei Talbot beschaffte zweiachsige Aufbau- beziehungsweise Verbandswagen bei der Waggonfabrik Rastatt in Gelenkwagen mit aufgesatteltem Nachläufer umbauen. Ähnliche Wagen, allerdings als kompletter Neubau, orderte in Rastatt die Straßenbahn Freiburg im Breisgau mit dem Typ „Sputnik“.
Ab Dezember 1959, rechtzeitig vor Inkrafttreten der neuen BOStrab, wurden die bis dahin ausgelieferten neun Gelenkzüge auf der Linie 12 eingesetzt. Zuvor hatte die ASEAG in Eilendorf ein Gleisdreieck erbaut, um die in Aachen erstmals als Einrichtungsfahrzeug ausgeführten Umbauwagen überhaupt einsetzen zu können. In Vaals gab es bereits seit 1954 eine Wendeschleife, nachdem die früher zum Kehren verwendete Ausweiche, die teilweise auf niederländischem Boden lag, seit dem Zweiten Weltkrieg nicht mehr genutzt werden konnte. Die bislang parallel zur 12 fahrende Überlandlinie 22 nach Eschweiler wurde auf den Abschnitt von Eilendorf bis Eschweiler beschränkt.
Anfang 1960 kamen die beiden letzten umgebauten Fahrzeuge aus Rastatt, damit war auch eine ausreichende Reserve für die Linie 12 vorhanden. Alle elf Fahrzeuge fuhren über ihre gesamte Zeit in Aachen ausschließlich auf der Linie 12, da nur dort an beiden Linienenden Wendemöglichkeiten vorhanden waren. Stationiert waren die Fahrzeuge im Aachener Betriebshof, Wagenhalle Oberstraße. Im Unterschied zu den übrigen ASEAG-Fahrzeugen, die – wie bei den meisten deutschen Straßenbahnen bis in die 1970er Jahre üblich – in Beige-Elfenbein lackiert waren, erhielten die Gelenkwagen eine auffällige rote Farbgebung. Dies sollte den Fahrgästen eine rasche und sichere Unterscheidung der Fahrten der Linie 12 und dem nur dort zu beachtenden Fahrgastfluss von den Fahrten der übrigen ASEAG-Straßenbahnlinien möglich machen. 1965 wurde der Wagen 7106 durch einen Brand erheblich beschädigt und daher ausgemustert. Um eine ausreichende Reserve zu haben, stellte die ASEAG aus einem ihrer zwei 1948 erbauten Aufbauwagen und einem von der Straßenbahn Rheydt übernommenen passenden Beiwagen einen Reservezug zusammen. Zur Sicherung des einheitlichen Erscheinungsbilds erhielten beide Fahrzeuge das für die Gelenkwagen typische Rot. Ab etwa 1969 erhielten auch die übrigen verbliebenen Straßenbahnfahrzeuge der ASEAG die ab diesem Zeitpunkt einheitliche rote Farbgebung.
Im September 1972 beschloss der Aachener Stadtrat schließlich die Einstellung der Straßenbahn, die zu dieser Zeit lediglich noch aus den Linien 5/15 zwischen Brand und Elisenbrunnen bzw. Goethestraße sowie der Linie 12 bestand. Die Strecken zur Goethestraße und nach Eilendorf wurden am 11. März 1973 eingestellt und die Linie 15 übernahm den westlichen Streckenast der Linie 12 nach Vaals. Für die Gelenkwagen 7103–7113 gab es damit kein Einsatzgebiet mehr und sie wurden abgestellt.

### Augsburg
Augsburg setzte zu dieser Zeit im Berufs- und Schülerverkehr noch ältere, personalaufwändige Zweiachserzüge ein, die nur für den Schaffnerbetrieb zugelassen waren. Als Ersatz kauften die Stadtwerke Augsburg 1972 daher die zehn verbliebenen Wagen 7103–7105 und 7107–7113. Sie wurden unter den neuen Nummern 401 bis 410 in den Bestand eingereiht und dort als GT4 bezeichnet. Die Fahrzeuge trafen im April 1973 per Bahn in Augsburg ein und gingen nach geringfügigem Umbau im Mai 1973 in Betrieb. Sie wurden ausschließlich als E-Wagen eingesetzt und erwiesen sich für das Augsburger Netz als schlecht geeignet. Einer der Gründe hierfür lag darin, dass die Kurbelrichtung des Fahrschalters genau entgegengesetzt zu den Augsburger Fahrzeugen lag. Wagen 409 (ehemals 7103) hatte deshalb 1974 einen schweren Verkehrsunfall – der Fahrer drehte in einer Gefahrensituation die Kurbel in die falsche Richtung und beschleunigte deshalb, statt zu bremsen – und schied Anfang 1976 aus dem Bestand. Wagen 405 (ehemals 7112) hatte einen Achsbruch und wurde deswegen im Mai 1976 ausgemustert und verschrottet. Die übrigen wurden nach Anlieferung zwölf neuer Achtachser vom Typ Mannheim 1976 ausgemustert und in den Jahren 1977–1978 verschrottet. Lediglich Wagen 403 (ehemals 7104) blieb erhalten. Bemühungen aus Aachen, diesen Wagen zurückzukaufen sind aufgrund der Weigerung des Vereins „Freunde der Augsburger Straßenbahn e. V.“ gescheitert, obwohl sich die Stadtwerke Augsburg bereits mit der ASEAG über den Rückkauf einig gewesen waren. Der nicht fahrfähige Wagen ist in der Wagenhalle Lechhausen untergebracht, eine betriebsfähige Aufarbeitung ist geplant.

## Technik
Die Linie 12 erhielt zwar Kehrmöglichkeiten, so dass Einrichtungsfahrzeuge eingesetzt werden konnten. Sie besaß aber weiterhin längere eingleisige Abschnitte mit Bahnsteigen auf beiden Seiten. Daher erhielten die Gelenkwagen 7103–7113 zwar als Einrichtungsfahrzeuge nur einen Führerstand, besaßen aber beidseitige Türen. Am Heck gab es einen Notfahrschalter für die Umsetzfahrten auf dem Eilendorfer Gleisdreieck. In Augsburg wurden die linksseitigen Türen dauerhaft verschlossen, da sie dort nicht benötigt wurden.
Die 1951 gelieferten Aufbauwagen entstanden bei Talbot mit Wagenkästen des Verbandstyps auf Fahrgestellen, die die ASEAG im Eigenbau erstellte. Auch die elektrische Ausrüstung kam aus Aachen, Lieferant war der ortsansässige Hersteller Garbe, Lahmeyer & Co. Die Aufbauwagen besaßen ein starres zweiachsiges Fahrgestell mit Blattfedern, die Räder waren gummigefedert. Erstmals in Aachen erhielten die Fahrzeuge statt der bisher üblichen mit Kurbel bedienten Nockenfahrschalter ein elektropneumatisches, mit Pedalen betätigtes Schaltwerk. Neben der bei der ASEAG seit den 1930er Jahren üblichen, pedalbetätigten Aachener Nutzbremse bekamen die Wagen eine mechanisch wirkende Klotzbremse und Magnetschienenbremsen. Neu waren auch erstmals elektrisch betriebene Scheibenwischer, Warnglocken und Lautsprecheranlage. Die Sitzflächen waren gepolstert, die Rückenlehnen bestanden aus Durofol.
In Rastatt wurde eine der beiden Plattformen der Triebwagen abgetrennt und durch einen aufgesattelten Nachläufer mit Drehgestell ersetzt. Die Pedalsteuerung hatte sich nicht bewährt und wurde wieder durch eine Kurbelsteuerung ersetzt. Das Drehgestell erhielt Gummifedern, wie bei den Triebwagen wurden auch die Radsätze des Drehgestells gummigefedert. Analog zu den Talbot-Großraumwagen wurden die Gelenkwagen mit einem festen Schaffnerplatz ausgestattet, das Fahrzeug war damit für Fahrgastfluss geeignet. 1969 führte die ASEAG den Einmannbetrieb ein, allerdings sollten bei starkem Verkehr weiterhin Schaffner den Fahrkartenverkauf übernehmen. Der bislang am Heck untergebrachte Schaffnerplatz wurde daher in den Triebwagen 7103–7113 nach vorne verlegt und hinter dem Führerstand eingebaut. Der Fahrgastfluss lief nun von vorne nach hinten.
Bis 1969 wurden die insgesamt sechs elektropneumatisch gesteuerten Türen vom Schaffner bedient, anschließend vom Fahrer. Im Zuge dieses Umbaus zum Einmannbetrieb erhielten auch die Triebwagen DÜWAG-Falttüren, wie sie der Nachläufer bereits seit 1959 besaß. Die 33 Sitzplätze waren im Vorderteil in Abteilanordnung, im Nachläufer in Reihenbestuhlung angebracht und erhielten gepolsterte Kunstledersitze.